# Медаль «20 лет Конституции Казахстана»
Юбилейная медаль «20 лет Конституции Казахстана» (каз. Қазақстан Конституциясына 20 жыл) — государственная награда Республики Казахстан, учреждённая на основании Указа Президента Республики Казахстан от 24 февраля 2015 года № 1015 в целях поощрения граждан Республики Казахстан и иностранных граждан, внёсших значительный вклад в развитие и становление конституционных основ Республики Казахстан, а также в ознаменование 20-летия Конституции Республики Казахстан.

## Правила награждения
1. Юбилейной медалью награждаются граждане Республики Казахстан и иностранные граждане, внесшие весомый вклад в обеспечение верховенства Конституции Республики Казахстан, укрепление независимости страны, согласия и стабильности в казахстанском обществе, защиту конституционных прав граждан, становление и развитие идей и принципов конституционализма.
2. Представления к награждению юбилейной медалью вносятся Президенту Республики Казахстан палатами Парламента, Правительством, Конституционным Советом, Верховным Судом, министерствами, иными центральными государственными органами Республики Казахстан, акимами городов Астаны и Алматы, областей, а также общественными объединениями.
3. Юбилейная медаль вручается Президентом Республики Казахстан. Юбилейную медаль от имени и по поручению Президента Республики Казахстан также могут вручать: Государственный секретарь Республики Казахстан, акимы городов Астаны и Алматы, областей, а также иные уполномоченные Главой государства должностные лица.
4. Вручение юбилейной медали производится в торжественной обстановке и вручается награждённому лично. Перед вручением оглашается Указ Президента Республики Казахстан о награждении.
5. Вместе с медалью награждённому вручается удостоверение установленного образца.
6. Юбилейная медаль носится на левой стороне груди. При наличии государственных наград Республики Казахстан располагается после них.
7. О вручении юбилейной медали в списке для награждения делается соответствующая запись.
8. Неврученные медали и удостоверения к ним возвращаются в Орденскую кладовую Управления делами Президента Республики Казахстан с указанием причин возврата, о чем делается соответствующая отметка в списках.
9. Учёт произведенных награждений, а также отчетность о ходе вручения юбилейных медалей ведутся Администрацией Президента Республики Казахстан.

## Описание
Юбилейная медаль «Қазақстан Конституциясына 20 жыл» изготавливается из латуни.
Имеет правильную круглую форму с диаметром окружности 34 мм.
Все изображения и надписи на окружности выступающие. Края медали окаймлены бортиком.
На лицевой стороне медали (аверсе) вверху вдоль гурта выступает надпись «ҚАЗАҚСТАН КОНСТИТУЦИЯСЫНА».
В центре аверса находится окружность. Внутри круга в верхней части расположен Государственный Герб Республики Казахстан, в нижней части расположена открытая рельефная книга, символизирующая Конституцию Республики Казахстан, с текстом в две строки «20 жыл». Фон аверса блестящий, рельеф выступающий матированный.
На обратной стороне медали (реверсе) по центру расположен казахский национальный орнамент. В нижней части реверса нанесены цифры «1995-2015». Под орнаментом и цифрами поверхность матированная. Цифры и орнамент выступающие блестящие.
Юбилейная медаль «Қазақстан Конституциясына 20 жыл» с помощью ушка и кольца соединяется с колодкой шестиугольной формы шириной 32 мм и высотой 50 мм. Колодка обтянута шелковой муаровой лентой цвета Государственного Флага Республики Казахстан с четырьмя белыми полосами. По краям ленты располагаются по одной полосе шириной 4 мм с отступом 3 мм с каждой стороны и две центральные полосы шириной 2 мм с промежутком между ними.
Медаль с помощью булавки крепится к одежде.
Медаль изготовлена на Казахстанском монетном дворе в городе Усть-Каменогорск.